# Alcazaba de Loja

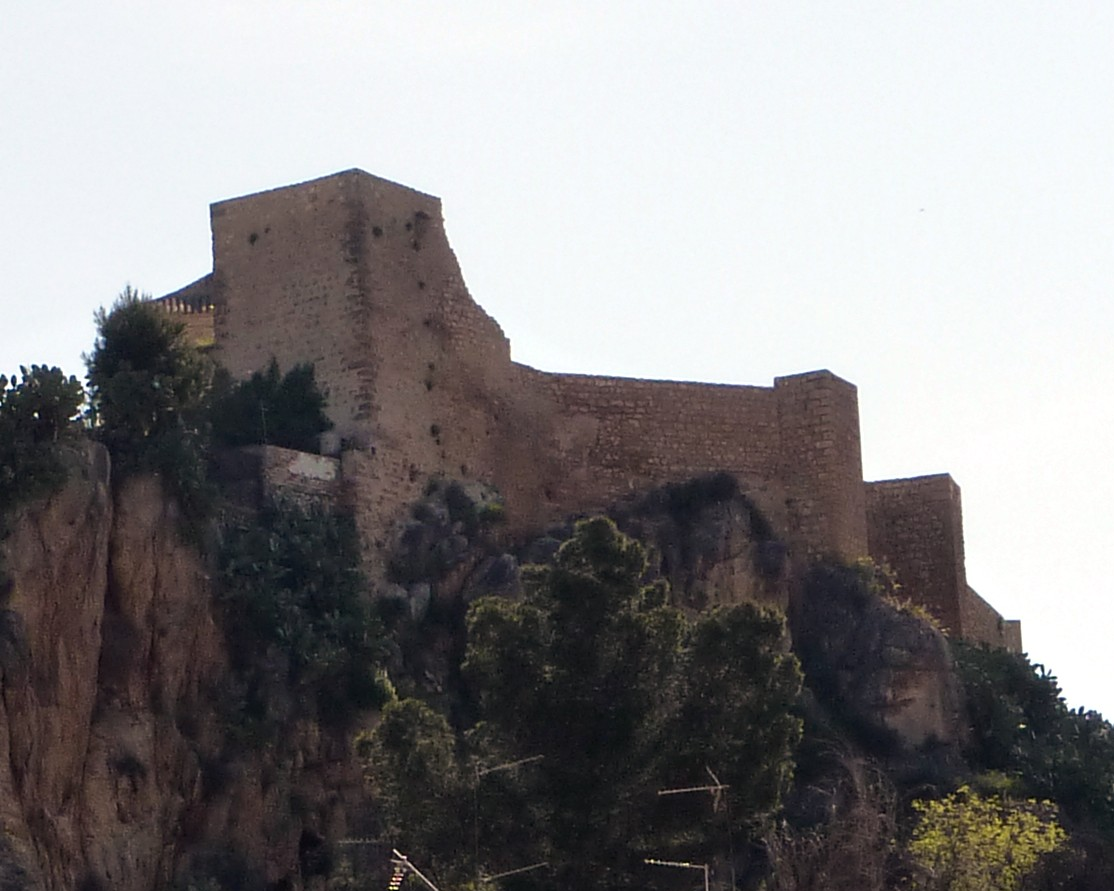
Otra vista de la Alcazaba

La alcazaba de Loja es una fortificación ubicada en la localidad de Loja, provincia de Granada, comunidad autónoma de Andalucía, España, en la parte más alta de la población y que estaba conectada con las torres vigías fronterizas del Reino nazarí de Granada. Tanto el aljibe como las murallas fueron declaradas Monumentos Histórico-Artísticos en junio de 1931.
La alcazaba fue construida sobre una elevación rocosa y visible, prácticamente, desde todos los puntos de la ciudad. Llama poderosamente la atención este recinto amurallado de Loja en el interior del cual se encuentra el Caserón de los Alcaides Cristianos.

## Historia
Los restos arqueológicos encontrados demuestran que hubo actividad en este lugar tanto en época ibérica como romana, aunque es muy posible que también existan restos fenicios y cartaginenses. La estructura de la alcazaba fue construida alrededor del siglo IX, en plena época musulmana.
Al recinto se accedía desde la medina a través de una gran puerta ubicada en el interior de la torre del Homenaje, de planta cuadricular y con una altura conservada de 9,70 metros.
La ciudad de Medina Lawsa se organizaba en torno a la Alcazaba, siendo el eje central de la ciudad, donde residía el poder político y militar. Fernando III el Santo, Pedro I y los Reyes Católicos conquistaron, consecutivamente, esta fortaleza a los árabes en varias ocasiones. En el caso de los Reyes Católicos, la conquista fue definitiva en 1486 tras un asedio de varios días, y Boabdil les entregó la ciudad, siendo este acontecimiento un gran impulso para la toma final de Granada.

## Descripción
La Alcazaba presenta una forma triangular, conservándose cinco torres de planta rectangular y tramos de muralla intermedios, construido con mampostería y de gran altura, apoyado sobre la roca del cerro.

### Torre del Homenaje
La Torre del Homenaje, del Castillo o del Reloj (s. IX), que era la entrada principal a la residencia de los Alcaides árabes y que tuvo que ser levantada en varias ocasiones debido a las frecuentes invasiones. Conserva en su entrada principal, orientada al este, zaguán con buharda sobre el arco de entrada -trampa desde donde se volcaba aceite hirviendo a los enemigos- y una inscripción religiosa con caracteres cúficos en la que puede leerse "Dios es único, no engendró ni fue engendrado, no tiene compañero". Sobre dicha inscripción pueden encontrarse una llave y una mano, símbolos nazaríes.

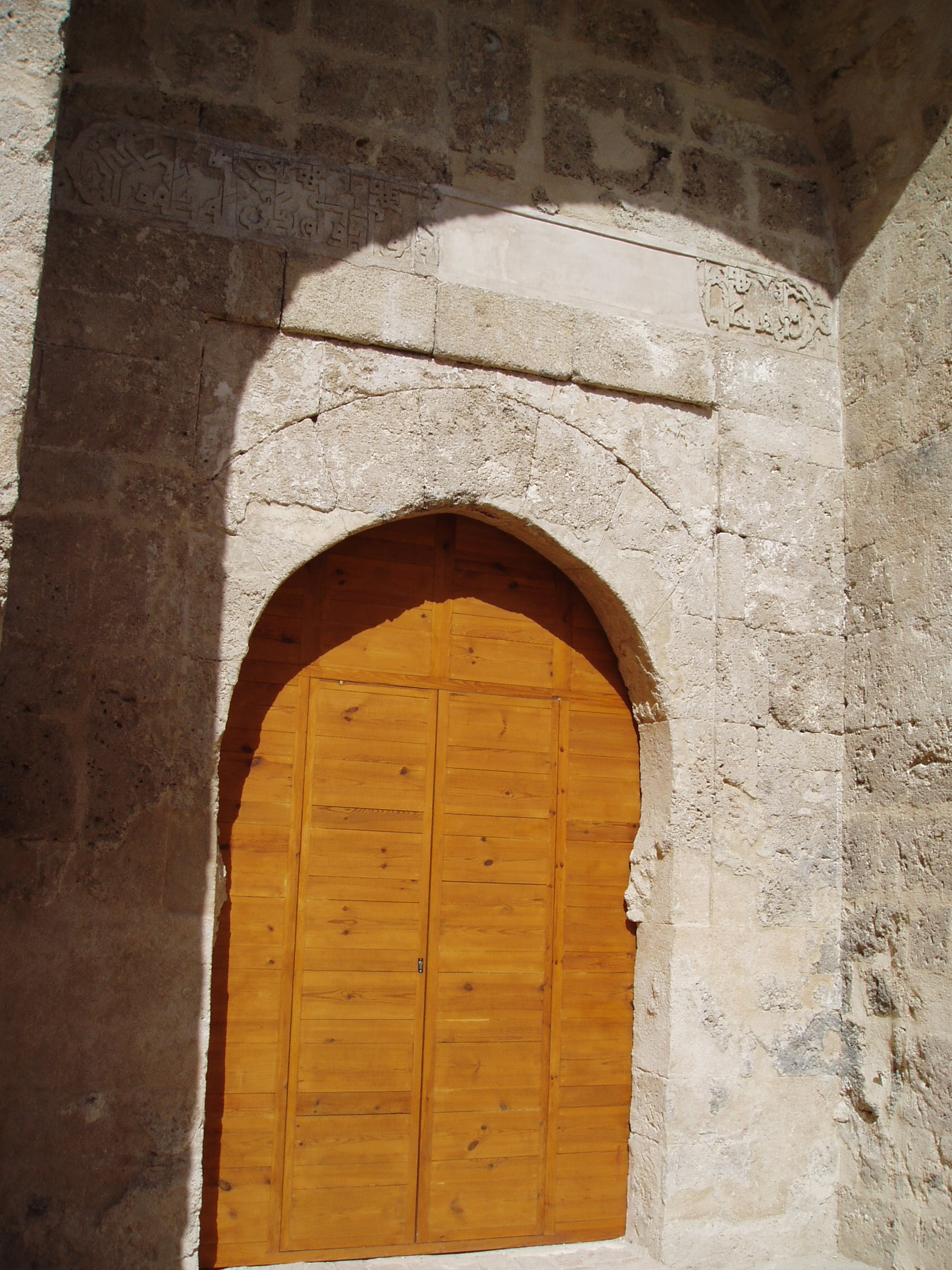
Puerta de acceso a la Alcazaba.

### Patio de Armas
El Patio de Armas, desde donde se ve el camino de ronda, con una pequeña puerta en la muralla, además del aljibe nazarí, que es la obra mejor conservada de la Alcazaba. Con una capacidad de 286 metros cúbicos de volumen, este aljibe contaba con un sistema de claraboyas por el que se filtraba el agua de lluvia y se abastecía a la población.

### Caserón de los Alcaides
El Caserón de los Alcaides fue mandado construir por Pedro de Tapia en 1616 como sede del poder político y administrativo, también es conocido como Casa Cristina. Se trata de un gran edificio de dos plantas, aparejo mixto y estructura sencilla. Está adosado por su parte este al Torreón de la Alcazaba, o Torre del Reloj, del siglo IX, probablemente único resto de lo que debió ser el edificio residencial de la medina Lawsa. Tiene forma trapezoidal, con unas dimensiones de 23,80 x 7,30 metros y está construido con muros de mampostería, empleando el ladrillo en los huecos de puertas y ventanas. Parte integrante del sistema defensivo fronterizo, ha sido utilizado a lo largo de la historia como residencia, almacén, cárcel y cuartel.
El Caserón alberga desde febrero de 2004 el Museo Histórico Municipal de la Alcazaba de Loja, compuesto por fondos del Ayuntamiento, el cual contiene gran cantidad de obras de valor y de restos arqueológicos desde la Edad del Hierro y del Bronce, hasta elementos más recientes.

### Torre Ochavada
La torre Ochavada es llamada así por su forma octogonal. En 1576 se instaló un reloj para que puedan escucharlo los habitantes de toda la ciudad. En 1601 se utilizó de polvorín, reclamada por el alcaide Pedro de Tapia, y en 1612 se coloca de nuevo el reloj. Ha sido habitable desde siglos atrás e incluso el ayuntamiento la arrendaba a particulares para recaudar para las arcas municipales.

### Puerta del Jaufín
La Puerta del Jaufín ha sido utilizada como patio de acceso a una vivienda particular, se trata de una puerta con dos arcos de medio punto perpendiculares de la época almorávide (s. XI-(XII). En tiempos de la Reconquista era el único acceso que había del barrio del Jaufín al arrabal. El último uso que recibió fue albergar en su planta principal el camarín de la ermita de la Caridad.